# Trioza russellae
Trioza russellae är en insektsart som beskrevs av Leonard D. Tuthill 1944. Trioza russellae ingår i släktet Trioza och familjen spetsbladloppor. Inga underarter finns listade i Catalogue of Life.